# Annandale (Virginia)
Annandale es una ciudad y un lugar designado por el censo (CDP), localizado en el condado de Fairfax, Virginia, Estados Unidos. La población según el censo del año 2020 era de 43 363 habitantes.

## Geografía
De acuerdo a la oficina del censo de Estados Unidos, en 2010 Annandale contaba con un área total de 20,36 kilómetros cuadrados (7,86 millas cuadradas).

## Demografía
En el año 2020, Annandale incluye en el censo a 43 363 habitantes. La distribución racial según el censo es de 44,7 % población blanca, 9 % afroamericanos o población negra, 0,8 % nativos americanos, 21,9 % población asiática, 0,3 % Isleños del pacífico y 4,5 % de dos o más razas. Los hispanos o latinos de cualquier raza son el 32,1 % de la población.

### Historia demográfica
- 1970....27 405
- 1980....49 524
- 1990....50 975
- 2000....54 994
- 2010... 41 008[2]
- 2020 ..43 363[2]

## Cultura popular
En el contexto ucrónico y posapocalíptico del videojuego Fallout 3, en el año 2277 Annandale apenas es un pueblo de 7 habitantes, llamado ahora Andale.